# BAFTA
The British Academy of Film and Television Arts (BAFTA) (prevedeno "Britanska akademija filmske i televizijske umjetnosti") je britanska organizacija koja dodjeljuje nagrade filmovima, televiziji i interaktivnim medijima jednom godišnje.

## Uvod
BAFTA je osnovana 16. travnja 1947. kao "Britanska filmska akademija" od slavnih filmskih umjetnika, među kojima su bili David Lean, Carol Reed, Charles Laughton i drugi. Njen cilj je bio ojačati filmsku industriju koja je oslabila nakon 2. svjetskog rata. 1958. akademija se spojila s organizacijom "The Guild of Television Producers and Directors" da bi konačno postala BAFTA 1976.
Njen glavni ured je u Piccadilly u Londonu, a kipovi imaju oblik maske po uzoru na kazalište. Članovi mogu postati oni djelatnici koji su bili barem 4 godina zaposleni u industriji filma, televizije ili interaktivnih medija te koji su preporučeni od drugih članova. 2004. BAFTA je imala oko 4.000 članova. Ukupno se dodjeljuje u 19 kategorija. Mjesto održavanja je u Odeon kinu u Londonu te se redovito uživo prenosi od BBC-a.

## Prezentacije
Dodjele BAFTA-e za film se od 2000. održava u Odeon cinema na Leicester trgu. Svečanost se prije održavala u travnju ili svibnju, no od 2002. se održava u veljači kako bi preduhitrila Oscare.
Dodjela BAFTA-a za televiziju, pak, se održava u travnju ili svibnju, u odvojenoj svečanosti od BAFTA-e za film. BAFTA za dječji program osnovan je 1995. i održava se u studenom, dok se nagrade za interaktivne medije osnovane 1998.
BAFTA je s vremenom stekla visoku reputaciju.

## Dobitnici nagrade za najbolji film
- 2023. Na Zapadu ništa novo
- 2022. Šape pasje
- 2021. Zemlja nomada
- 2020. 1917.
- 2019. Roma
- 2018. Tri plakata izvan grada
- 2017. La La Land
- 2016. Povratnik
- 2015. Odrastanje
- 2014. 12 godina ropstva
- 2013. Argo
- 2012. Umjetnik
- 2011. Kraljev govor
- 2010. Narednik James
- 2009. Milijunaš s ulice
- 2008. Okajanje
- 2007. Kraljica
- 2006. Planina Brokeback
- 2005. Avijatičar
- 2004. Gospodar prstenova: Povratak kralja
- 2003. Pijanist
- 2002. Gospodar prstenova: Prstenova družina
- 2001. Gladijator
- 2000. Vrtlog života
- 1999. Zaljubljeni Shakespeare
- 1998. Skidajte se do kraja
- 1997. Engleski pacijent
- 1996. Razum i osjećaji
- 1995. Četiri vjenčanja i sprovod
- 1994. Schindlerova lista
- 1993. Howards End
- 1992. Commitments
- 1991. Dobri momci
- 1990. Društvo mrtvih pjesnika
- 1989. Posljednji kineski car
- 1988. Jean Florette
- 1987. Soba s pogledom
- 1986. Grimizna ruža Kaira
- 1985. Polja smrti
- 1984. Odgajajući Ritu
- 1983. Gandhi
- 1982. Vatrene kočije
- 1981. Čovjek slon
- 1980. Manhattan
- 1979. Julia
- 1978. Annie Hall
- 1977. Let iznad kukavičjeg gnijezda
- 1976. Alice više ne stanuje ovdje
- 1975. Lacombe Lucien
- 1974. Američka noć
- 1973. Cabaret
- 1972. Nedjelja, krvava nedjelja
- 1971. Butch Cassidy i Sundance Kid
- 1970. Ponoćni kauboj
- 1969. Diplomac
- 1968. Čovjek za sva vremena
- 1967. Tko se boji Virginije Woolf?
- 1966. My Fair Lady
- 1965. Dr. Strangelove ili: Kako sam naučio ne brinuti i zavolio bombu
- 1964. Tom Jones
- 1963. Lawrence od Arabije
- 1962. Balada o vojniku / Hazarder
- 1961. Apartman
- 1960. Ben-Hur
- 1959. Put u visoko društvo
- 1958. Most na rijeci Kwai
- 1957. Gervaise
- 1956. Richard III.
- 1955. Cijena straha
- 1954. Zabranjene igre
- 1953. Zvučna barijera
- 1952. Vrtuljak
- 1951. Sve o Evi
- 1950. Kradljivci bicikla
- 1949.  Hamlet
- 1948. Najbolje godine naših života

## Vanjske poveznice
- BAFTA službene stranice
- BAFTA/LA Britannia Awards site Arhivirana inačica izvorne stranice od 15. svibnja 2012. (Wayback Machine)
- BAFTA Cymru site
- BAFTA Scotland site  Arhivirana inačica izvorne stranice od 13. lipnja 2017. (Wayback Machine)
- Museum of Broadcast Communications: BAFTA  Arhivirana inačica izvorne stranice od 5. listopada 2009. (Wayback Machine)
- IMDB: BAFTA  Arhivirana inačica izvorne stranice od 11. travnja 2010. (Wayback Machine)